# みずたまメモリーズ
『みずたまメモリーズ』とは、2001年7月から10月までラジオ大阪と、アール・エフ・ラジオ日本で放送されたラジオ番組。KIDより発売された恋愛アドベンチャーゲーム『Memories Off 2nd』のカウントダウン番組として放送された。パーソナリティは、同作ヒロインの声優である水樹奈々と仲西環。
本項目では、2002年1月から3月まで同じパーソナリティにて文化放送、ラジオ大阪で放送された後継番組『みずたまフレンズ』についても扱う。

## 概要
ヒロインたちが留守番電話に残したメッセージに対する主人公の反応を選び、その結果が翌週に放送されるという体裁のラジオドラマ『留守電メモリーズ』は、未放送分も収録したCDがヒロインごとに発売された。
なお、『2nd』のアペンドストーリーには、水樹演じる白河ほたる（ほわちゃん）と中西演じる飛世巴（とと）が登場する「ほわととメモリーズ」という本番組のパロディ作品がある。さらに『Memories Off Duet』に収録されたストーリーでは、ほたるが混乱した状況をごまかすために寿々奈鷹乃（たけ）を引っ張り込んでほわたけメモリーズなる企画をでっち上げている。
『みずたま拡大計画』は、続編を望む声が多かったので始まったWebラジオ番組。約10分のMP3ファイルとなる。

## ゲスト
- 利田優子（双海詩音役）- 『みずたまメモリーズ』第2回（2001年7月18日放送）
- 南里侑香 （相摩希役）- 『みずたまメモリーズ』第3回（2001年7月25日放送）
- 田村ゆかり（音羽かおる 役）- 『みずたまメモリーズ』第11回（2001年9月19日放送）

## ラジオドラマ
BUDDY♥PARTY!
『みずたまフレンズ』から生まれたラジオドラマ。主演の水樹奈々と仲西環のふたりをメインに、毎回変わるゲストキャラに釘宮理恵と豊口めぐみが担当。その後、ラジオ番組『水樹奈々 スマイルギャング』内で放送。

### 出演
- ハイネ・ユウキ（結城葉衣音）：水樹奈々
- レン・クギハラ（久木原恋）：仲西環
- ミユウ・キリシマ（桐嶋美結）：釘宮理恵
- チハヤ・ミヅキ（観月千早）：豊口めぐみ
- ユキナ・ハヅキ（葉月雪菜）：田中理恵
- クイン・ミジョウ（箕条久韻）：浅野真澄
- ツカサ・サワキ（沢木宰）：高木礼子
- トオル・サワラ（早良亨）：山岸功
- ゲンジュウロウ・ユウキ（結城源十朗）：茶風林
- ケンタ・タキグチ（滝口健太）：小林由美子

### ドラマCD
- BUDDY♥PARTY! Part1（2002年3月20日、ポニーキャニオン / PCCG-90002）

CD2枚 / 収録時間：37分55秒 / 38分01秒
- BUDDY♥PARTY! Part2（2002年4月17日、PCCG-90003）
- BUDDY♥PARTY! Part3（2002年6月5日、PCCG-90004）

2nd SEASON

## 後続番組
みずたま乗っ取り計画
Webラジオを終わらせるのがもったいないという理由で始まった、稲穂信役の間島淳司とKID営業企画課の恩田博之による番組。
| 文化放送 金曜26:30 - 27:00                    | 文化放送 金曜26:30 - 27:00                                          | 文化放送 金曜26:30 - 27:00                    |
| 前番組                                        | 番組名                                                              | 次番組                                        |
| --------------------------------------------- | ------------------------------------------------------------------- | --------------------------------------------- |
| 四ッ谷式Cyber Project EX （2001年4月 - 12月） | 水樹奈々と仲西環のみずたまフレンズ （2002年1月4日 - 2002年3月29日） | 水樹奈々 スマイルギャング （2002年4月 - 9月） |